# Tintin (personnage)
Cet article concerne le personnage principal de la série des Aventures de Tintin. Pour les autres significations, voir Tintin (homonymie).

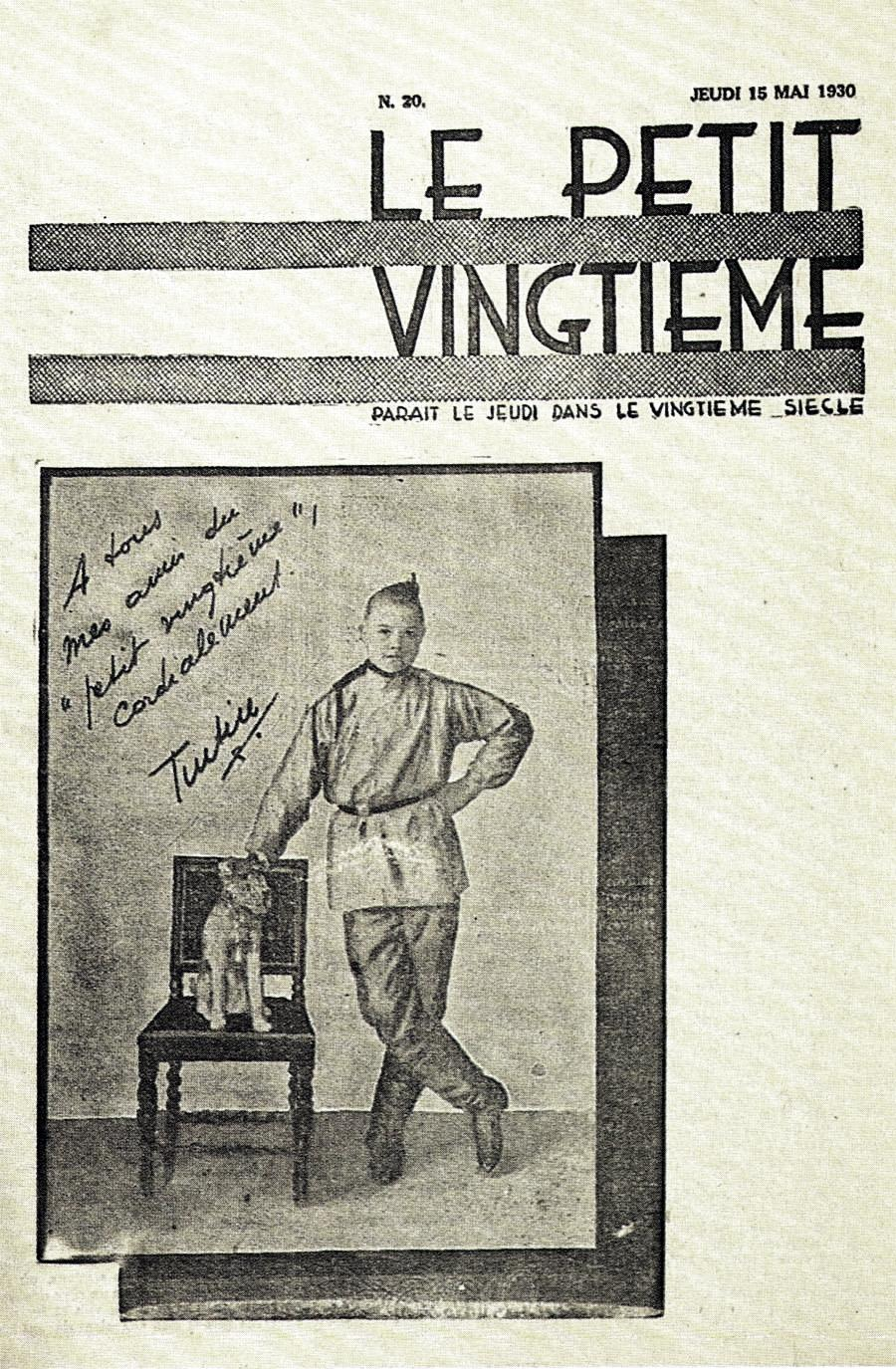
Le petit vingtième du 15 5 1930.

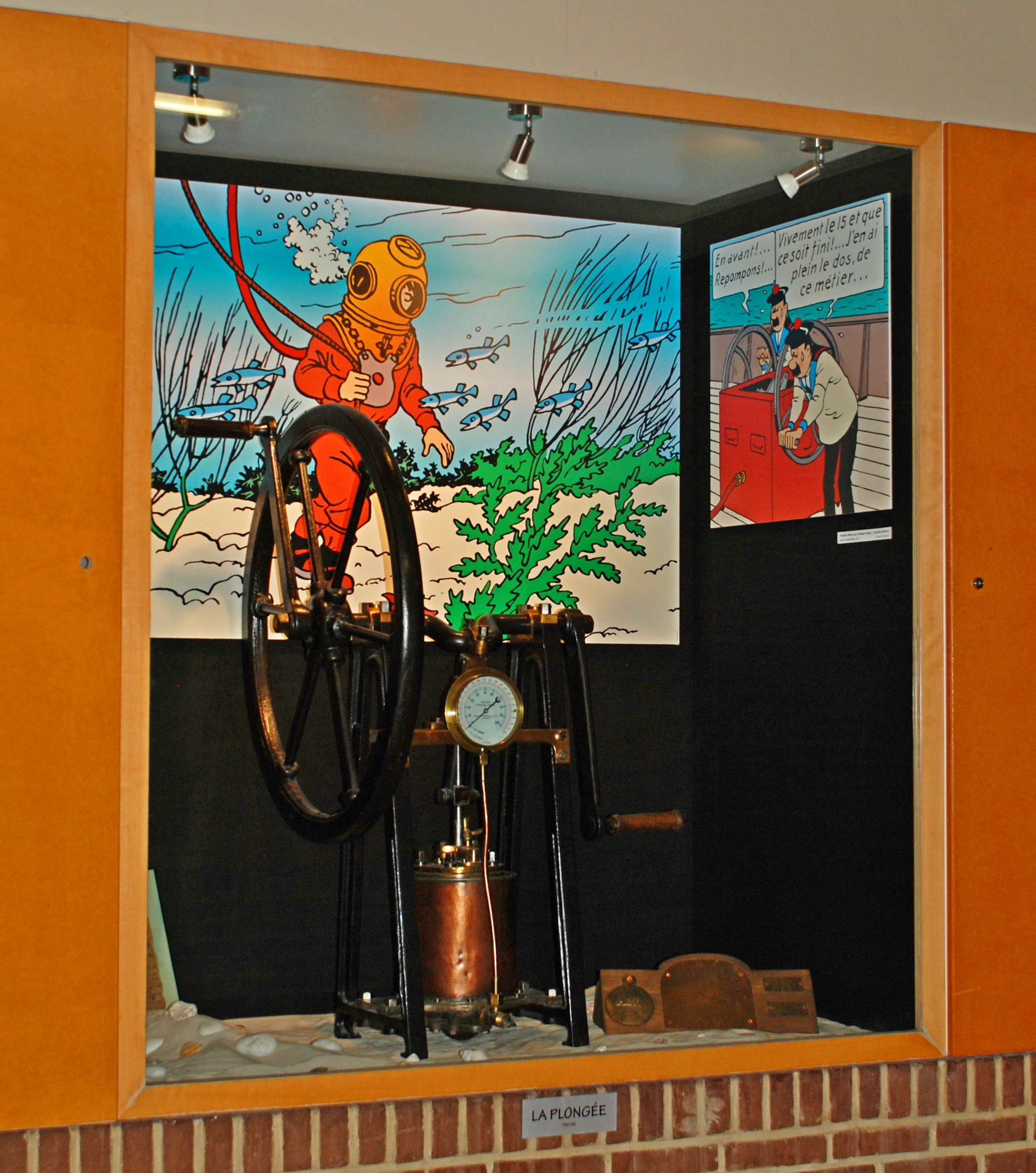
Tintin illustrant le thème de la plongée dans les couloirs du Centre sportif de Blocry à Louvain-la-Neuve avec des scènes tirées de l'album Le Trésor de Rackham le Rouge.

Tintin est un personnage fictif belge créé par le dessinateur et scénariste Hergé dans la série de bandes dessinées Les Aventures de Tintin, dont il est le personnage principal. Il apparaît pour la première fois dans le supplément jeunesse Le Petit Vingtième du journal belge Le Vingtième Siècle, avec les aventures de Tintin au pays des Soviets en 1929. Il est considéré comme le « descendant » de Totor, chef scout créé par Hergé en 1926 pour la revue Le Boy-Scout belge.
Tintin est un jeune reporter roux orangé ou blond vénitien, toujours accompagné dans ses voyages par son fox-terrier Milou. Il est rejoint dans ses aventures par le capitaine Haddock à partir de l'album Le Crabe aux pinces d'or, puis par le professeur Tournesol à partir de l'album Le Trésor de Rackham le Rouge. Sa route croise aussi très souvent celle des détectives Dupond et Dupont et plus épisodiquement celle de la cantatrice Bianca Castafiore, dont il fait la connaissance dans l'aventure Le Sceptre d'Ottokar.
Tintin est un grand voyageur : entre autres destinations, il se rend en URSS, aux États-Unis, au Congo belge, en Inde, en Égypte, en Chine et au Tibet, au Pérou, et il va même jusqu'à marcher sur la Lune.
Si la belgitude de Tintin demeure, elle a depuis longtemps été transcendée par l'engouement universel pour ce héros connu de millions de lecteurs. Tintin est en effet devenu un personnage majeur de la bande dessinée dans le monde.

## Caractéristiques physiques
Tintin apparaît pour la première fois dans l'album Tintin au pays des Soviets. Le dessin de son visage est assez sommaire, avec une tête ronde, deux points noirs pour les yeux, ainsi qu'un petit nez rond, tandis que sa silhouette n'est que brièvement ébauchée. Ses caractéristiques physiques prennent peu à peu forme, en particulier sa houpette, relevée par le vent à la huitième planche de cet album, lorsqu'il démarre en trombe dans une Mercedes décapotable, et qui ne tombera plus jamais,. Hergé conserve par la suite ce trait physique qui rend son héros si reconnaissable. Dans les albums en couleur, sa teinte de cheveux varie du blond au roux, comme ceux d'un chanteur populaire célèbre et souvent imité durant la jeunesse d'Hergé, Félix Mayol, dont la figure ronde était également surmontée d'une houppette.

### Influences

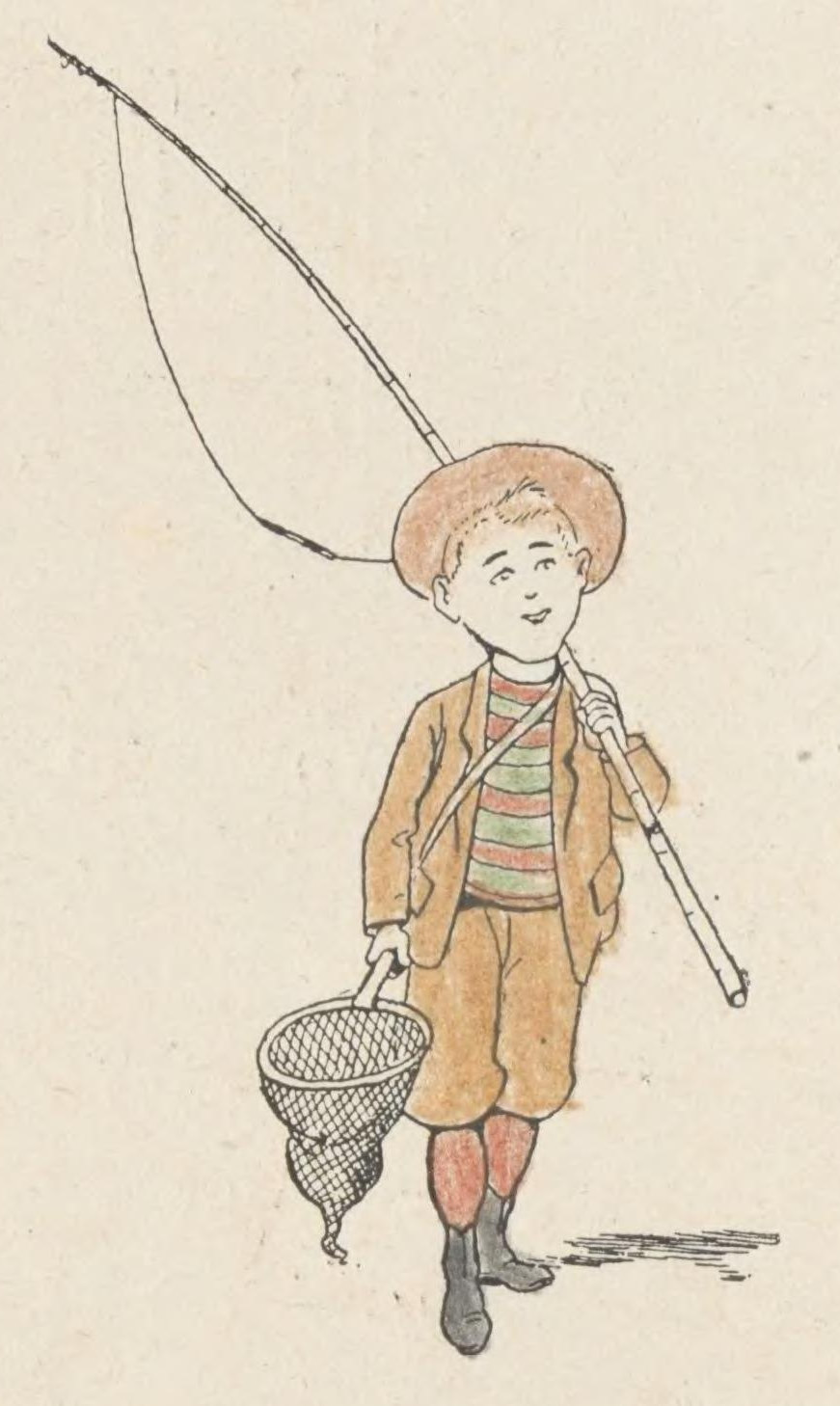
Tintin-Lutin de Benjamin Rabier.

L'origine du personnage de Tintin peut avoir plusieurs sources. Ainsi, le dessinateur Benjamin Rabier, collaborateur du journal Le Rire, invente le personnage de Tintin-Lutin qu'il publie à partir de 1897. Rabier y met notamment en images un voyage de Tintin-Lutin à moto jusqu'à Moscou.
Le personnage de Joseph Rouletabille, créé en 1907 par Gaston Leroux, est également une figure proche de Tintin, à l'évidence, puisque, comme lui, il est très jeune et journaliste, agit en détective amateur et résout les énigmes qui lui sont présentées mieux que les inspecteurs les plus chevronnés.
En outre, la vie de Palle Huld, globe-trotter danois à la chevelure rousse, a pu inspirer Hergé. En 1928, âgé de quinze ans, ce futur acteur réalise seul un tour du monde en 44 jours, en culotte de golf comme Tintin, payé par le quotidien Politiken à la suite d'un concours. Les exploits du reporter Robert Sexé ont également pu inspirer Hergé. Le reporter-photographe dont les exploits ont été racontés dans la presse belge du milieu à la fin des années 1920, a pu inspirer le personnage de Tintin. Il est célèbre pour sa ressemblance avec ce dernier, et la Fondation Hergé a reconnu qu'il n'était pas difficile d'imaginer que les aventures de Sexé aient pu influencer Hergé. À ce moment-là, Sexé avait parcouru le monde sur une moto fabriquée par Gillet et Herstal. René Milhoux est un champion et recordman de moto de l'époque. En 1928, alors que Sexé était chez Herstal en train de parler de ses projets avec Léon Gillet, Gillet le mit en contact avec son nouveau champion, Milhoux, qui venait de quitter les motos Ready pour l'équipe Gillet-Herstal. Les deux hommes se lièrent rapidement d'amitié et passèrent des heures à parler de motos et de voyages, Sexé demandant à Milhoux de lui transmettre ses connaissances sur la mécanique et les motos poussées au-delà de leurs limites. Grâce à ce mélange d'érudition et d'expérience, Sexé a mené un grand nombre de voyages à travers le monde ; il en a publié de nombreux comptes rendus dans la presse.
Le secrétaire général de la fondation Hergé a admis qu'on pouvait facilement imaginer que le jeune Georges Remi ait pu être inspiré par les exploits médiatisés des deux amis, Sexé avec ses voyages et ses documentaires, et Milhoux avec ses victoires et ses records, pour créer les personnages de Tintin, le fameux journaliste globe-trotter, et de son fidèle compagnon Milou.
Léon Degrelle, fondateur du rexisme, mouvement d'extrême droite en Belgique, ami et collègue de travail d'Hergé en 1929, déclare dans une interview en 1981 qu'il lui a inspiré le personnage de Tintin. Un ouvrage apocryphe de Degrelle, Tintin, mon copain, développe cette affirmation en 2000, affirmant que la coiffure, les culottes de golf et les premiers voyages du reporter auraient été inspirés à Hergé par le personnage de Degrelle. Cela est toutefois contesté par Paul Jamin notamment, ami commun d'Hergé et de Degrelle.
Tintin emprunte par ailleurs plusieurs caractéristiques physiques au frère cadet du dessinateur, le militaire Paul Rémi, qui reçut pour la suite de sa carrière le sobriquet de « major Tintin ». Il lui aurait également inspiré le personnage du colonel Sponsz.

### Âge
Lors d'une entrevue télévisée en 1962, Hergé indique que Tintin est âgé entre 15 et 16 ans, et que c'est un adolescent .
Dans une autre entrevue télévisée de 1979, Hergé précise que Tintin a 15 ans et qu'il est difficile de le faire vieillir .
Selon Hergé, son âge physique a évolué de 14 à 17 ans et son âge moral est resté à 14 ans.
L'âge de Tintin est difficile à déterminer visuellement. Sa petite taille et son aspect chétif peuvent faire croire que ce n'est pas un adulte. Dans Tintin au Pays des Soviets, la façon dont il flotte dans un imperméable de la police allemande peut laisser supposer une taille d'enfant, mais ce fait ne semble pas se reproduire par la suite. Tintin n'est pas un enfant comme le prouve, par exemple, dès sa première aventure (Tintin au pays des Soviets), sa maîtrise de la conduite de l'automobile et de l'avion. Par ailleurs, il vit seul dans son propre appartement avec son chien Milou, travaille en tant que reporter, semble subvenir seul à ses besoins et est fort physiquement.

## Évolution du personnage
Dans ses premières aventures, Tintin n'existe que par ses actes et semble « tire[r] sa substance des contrées qu'il traverse » : « Il n'a pas de nom, pas de famille, à peine un visage et un semblant de métier ». Son caractère ne semble pas encore définitivement fixé dans Tintin au pays des Soviets, comme le souligne Benoît Peeters : « Tantôt stupide et tantôt omniscient, pieux jusqu'à la caricature puis belliqueux comme il n'est pas permis, il évolue au gré des péripéties ». Hergé lui-même insiste sur la légèreté qui préside à la création de son personnage, né comme « une blague entre copains, oubliée le lendemain », et qu'il n'imaginait pas survivre à sa première aventure. Tintin n'est alors qu'un « véhicule narratif » qui entraîne le lecteur de rebondissement en rebondissement, mais qui témoigne d'une immense maîtrise technique qui confine à la toute-puissance. Dans sa première aventure, il s'approprie les engins mécaniques avec une facilité déconcertante, capable de tailler une hélice d'avion dans un énorme tronc d'arbre avec un simple couteau comme de redémarrer une voiture après avoir assemblé n'importe comment les pièces du moteur.

## Personnalité

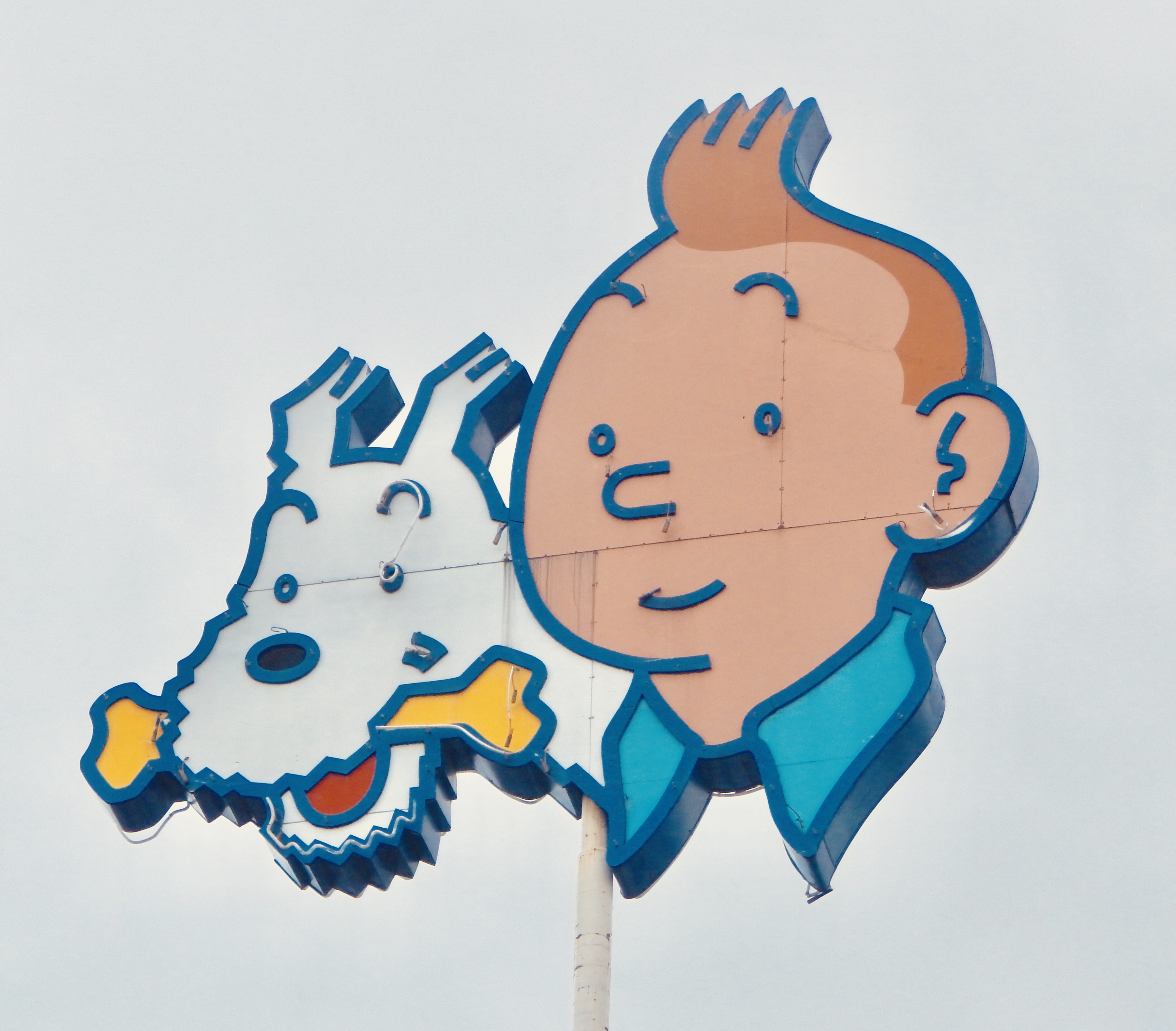
Tintin avec son fidèle compagnon Milou sur l'enseigne d'un immeuble.

Influencé par le scoutisme, Tintin lutte contre le Mal en général, ou du moins contre tout ce qu'il estime être mal. Dans Les Cigares du pharaon, Le Lotus bleu et Le Crabe aux pinces d'or, il affronte des trafiquants de drogue. Dans Coke en Stock, il lutte contre des marchands d'esclaves. Dans L'Affaire Tournesol, il cherche à empêcher deux États fictifs, la Syldavie et la Bordurie, de s'emparer d'une arme qui pourrait se révéler encore plus destructrice que la bombe atomique.
En outre, sa curiosité le pousse à tenter d'élucider toutes sortes de mystères. Courageux, il prend toujours la défense des faibles et n'hésite jamais à défendre des enfants (Tchang, Zorrino, etc.) ou à sauver des vies au péril de la sienne. Ainsi, dans Tintin au Tibet, il se lance dans une dangereuse expédition dans les montagnes himalayennes pour retrouver et sauver son ami Tchang. Il manifeste également une grande fidélité envers ses amis et est toujours prêt à pardonner. Un côté amusant de Tintin est sa capacité à manipuler ses amis (surtout le capitaine Haddock qu'il connaît par cœur). Il n'utilise toutefois la manipulation que pour ramener ses amis sur le chemin de la morale ou pour les ramener à un but qu'ils s'étaient fixé ensemble. De plus, il est d'un tempérament calme et posé, préférant analyser la situation avant d'agir. Cependant, dans le premier album Tintin au pays des Soviets, où les traits du jeune héros ne sont pas encore bien fixés, bien qu'ingénieux, il commet plusieurs maladresses et se ridiculise parfois. Dans les albums suivants, il n'est plus maladroit (bien qu'il fasse une erreur de réception en voulant sauter sur le toit d'une voiture dans L'Île Noire ou qu'il manque de s'écraser contre un pylône électrique en pilotant un hélicoptère dans L'Affaire Tournesol et lorsqu'il montre beaucoup de difficultés à conduire un tank dans le même album), mais il lui arrive de gronder Milou pour certaines erreurs ou d'être stressé dans certaines situations, comme c'est le cas dans Le Crabe aux pinces d'or lorsqu'il conduit un avion et se trouve dérangé par le capitaine. Il est maître de soi et ne s'est réellement énervé que dans Tintin au pays des Soviets lorsqu'il se trouve enfermé dans une cage d'égout en train de jurer et de frapper du pied la cage, ou dans On a marché sur la Lune lorsque le capitaine complètement ivre décide de quitter la fusée.
Tintin est en somme un archétype du jeune héros sans défaut ni tentation. Hergé a cependant joint à son héros un personnage qui, lui, connaît les affres de la tentation : Milou, son compagnon canin.
Enfin, les travers de l'être humain, avec les erreurs et la rédemption, les rechutes et les actes de courage, les interrogations et les faiblesses sont généralement incarnés par le personnage du capitaine Haddock, lorsque ce n'est pas Milou confronté à la tentation entre le bien et le mal ou le plaisir et le devoir, tandis que Tintin reste le héros immaculé. Tintin n'a d'ailleurs jamais tué l'un de ses adversaires ; s'il fait occasionnellement usage d'armes à feu, c'est toujours pour se défendre, et il se contente de neutraliser ses ennemis en les blessant.
Le 19 septembre 2017, le philosophe Vincent Cespedes lance sur sa Page Facebook une idée saugrenue, mais argumentée, clairement estampillée « Fake News » : l'idée que Tintin a toujours été envisagé comme une fille pour son créateur, Hergé. Le philosophe s'expliquera au Guardian : son objectif visait à démontrer que les médias « sérieux » avaient désormais besoin de « fake news » attractifs pour prospérer sur le Net.

### Relations
Tintin n'entretient aucune liaison amoureuse. Les Aventures de Tintin sont pauvres en personnages féminins, à l'exception notable de la cantatrice Bianca Castafiore, les autres étant au mieux des personnages secondaires (Peggy, femme du général Alcazar, Irma, camériste de la Castafiore, Mme Pinson, concierge de l'immeuble de Tintin, etc.). À quelques exceptions près, elles sont d'âge mûr et sans grand charme, dessinées de manière caricaturale.
Si Hergé préfère les dessiner ainsi, c'est afin d'éviter d'avoir à développer des sentiments amoureux chez son personnage principal, mais aussi pour respecter les codes éditoriaux de l'époque. Généralement, les apparitions féminines sont mineures et ne servent qu'à enclencher l'intrigue ou l'action. C'est ainsi, par exemple, que l'album Les Sept Boules de cristal présente deux femmes : une jeune blonde, belle et élégante, épouse d'un cinéaste engagé dans une périlleuse expédition archéologique, et une Indienne, Mme Yamilah, douée de pouvoirs de divination. L'album Coke en stock met en scène une femme arabe voilée démasquant le capitaine Haddock — lui aussi voilé, comme Tintin, pour s'enfuir d'une ville incognito — et donnant l'alerte.
À l'exception de la Castafiore, les seuls amis de Tintin sont des hommes, à commencer par le jeune Chinois Tchang, qu'il sauve de la noyade dans l'album Le Lotus bleu. Il est également très proche du capitaine Haddock, marin solitaire et impulsif qui intervient dans toutes les aventures à partir de l'album Le Crabe aux pinces d'or et du professeur Tournesol qui apparaît dans Le Trésor de Rackham le Rouge. Il entretient aussi une bonne relation avec le général Alcazar (L'Oreille cassée) et les deux Dupondt.
Différents auteurs, comme Matthew Parris, ont beaucoup spéculé sur l'homosexualité supposée de Tintin (arguments : pas de famille, pas d'aventure féminine, il emménage dans le château de son meilleur ami le capitaine Haddock, il protège de jeunes garçons et leur vient en aide, tels Zorrino, le petit vendeur d'oranges péruvien, Abdallah, le fils de l'émir, ou Tchang). Toutefois, selon le psychologue Serge Tisseron, l'orientation sexuelle de Tintin n'est jamais définie et il n'est jamais question d'une pratique sexuelle explicite.
Hergé, interrogé par Bernard Pivot en 1973 au sujet de son album préféré, Tintin au Tibet, et des relations entre Tintin et le jeune Tchang, a précisé qu'il s'agissait d'« une histoire simple, sans méchants, juste une histoire forte d'amitié, voire d'amour ». Tintin vit dans un univers extrêmement pudique et asexuel.
En fait, il faut se référer au fait que la législation d'avant-guerre — et au-delà — relative aux publications pour la jeunesse est fort stricte. Il n'y a en la matière guère de latitude laissée aux dessinateurs et scénaristes face à des comités de censure extrêmement sourcilleux. À cette époque, jeunesses masculine et féminine étaient en Europe clairement séparées, tant dans la vie scolaire que dans les publications qui leur étaient destinées, comme dans le journal catholique Le Petit Vingtième qui publie Les Aventures de Tintin. Ce traitement n'est d'ailleurs pas propre à Hergé, puisque de nombreux auteurs de romans, à l'instar de William Golding dans Sa Majesté des mouches, choisissent de ne pas mettre en scène les relations entre les sexes, ceci permettant en outre à l'artiste de ne pas disperser son propos vers des problématiques plus complexes. Dès lors, la question de l'absence de relations avec des femmes dans les albums, même amicales, n'a pas de sens. Hergé obéit aux codes littéraires d'alors pour la jeunesse.
En outre, il faut également tenir compte, au-delà de la législation civile ou de la morale religieuse, des règles strictes qui s'imposaient aux journaux pour enfants avant la fin des années 1960, résultant de la pratique sociale : les personnages comme les vrais enfants évoluaient dans un monde soit masculin, soit féminin (non-mixité scolaire) et les seuls jeunes de l'autre sexe étaient le frère ou la sœur (voir Jo et Zette) ou encore le cousin ou la cousine. Ainsi, Hergé a été scout, à l'instar de Tintin, comme celui-ci le révèle indirectement dans On a marché sur la Lune après avoir emprisonné Wolf et le colonel Jorgen. Les relations amicales qu'il entretint tout au long de son adolescence ne furent que masculines, ce qui là encore est le lot commun des garçons dans la première moitié du XXe siècle.
Cette pudeur et cette timidité envers les choses du sexe ont logiquement amené plusieurs auteurs et graphistes, belges surtout, à mettre en scène des récits de Tintin parodiés dans des situations scabreuses. Ont ainsi été publiés des récits de Tintin en contact avec la drogue, ou évoluant dans un milieu de travestis. La fondation Hergé a souvent porté plainte en justice contre ces parodies ou imitations (fermetures de sites internet, saisie de parodies illicites),.

## Profession

### Premiers albums
Dès le premier album, Tintin au pays des Soviets, Tintin est un reporter travaillant pour Le Petit Vingtième, le journal publiant ses aventures et l'envoyant en URSS en reportage sur ce pays, où il doit affronter des bolchéviques prêts à le tuer pour l'empêcher de révéler aux Occidentaux la réalité – selon Hergé – de l'Union soviétique de l'époque. 
Dans Tintin au Congo, il part en reportage au Congo, alors encore colonisé par la Belgique, pour enquêter sur un trafic de diamants, ce qui l'entraîne dans de multiples péripéties. Dès la première page, d'autres reporters le questionnent sur le quai de la gare, calepins à la main, et, en page onze, il décline les surenchères de journaux américains et portugais qui viennent jusqu'à sa chambre d'hôtel le débaucher à prix d'or, mais à qui il répond, en pyjama, « je suis déjà engagé envers d'autres journaux à qui j'ai donné l'exclusivité ».
Tintin est ensuite envoyé enquêter aux États-Unis dans Tintin en Amérique, où, dès la seconde case de la première page, le gang d'Al Capone redoute sa venue : « on nous envoie le fameux reporter ». Or l'envoyeur n'est pas précisé, pas plus que dans l'album suivant, Les Cigares du Pharaon. Dans ce nouvel épisode, le but de son voyage est décliné aussi dès la première page, la Chine, mais il croise rapidement Rastapopoulos et les Dupont sur son paquebot, où une machination interrompt son périple, repris à terre, où il croise à nouveau le milliardaire, qui verra en Tintin « l'empêcheur de danser en rond ». C'est ainsi que, progressivement, Tintin devient le symbole du journalisme d'investigation,,,.
La première case de l'album suivant est un article de journal résumant l'aventure précédente et donnant de ses nouvelles en Inde, sans préciser qu'il travaille pour ce journal, suggérant simplement qu'il continue comme journaliste indépendant. En page 60, c'est Le Journal de Shangaï, reproduit sur la moitié supérieure de la page, qui apprend au lecteur la libération du père de son nouvel ami Tchang. Une photo montre de jeunes Chinois, soulagés de cette libération, promenant dans les rues une pancarte à l'effigie de Tintin. 
Dans L'Oreille cassée, Tintin s'habille en catastrophe pour foncer sur la piste d'une statuette volée dans un musée de la ville, après avoir appris sa disparition en écoutant la radio dans son bain, suggérant qu'il est bien journaliste. Puis, il interroge le gardien, calepin en main, et, cinq cases plus loin, se plonge dans la lecture d'un livre permettant de trouver des indices sur l'ethnie ayant produit cette statuette. À la page suivante, c'est un « détail curieux », relevé dans un entrefilet du journal, qui le met sur la piste d'une affaire criminelle. 
Dans L'Étoile mystérieuse, Tintin devient cette fois l'unique reporter couvrant la prestigieuse expédition commandée par le capitaine Haddock sur le navire Aurore : il est le « représentant de la presse d'information » accompagnant une équipe de scientifiques.

### Albums suivants
Dans les autres albums, Hergé ne présente plus explicitement la profession de Tintin, ou en tout cas, on ne le voit plus exercer directement son métier pour un employeur ou un autre. La plupart de ses aventures partent directement de son domicile, rue du Labrador, puis du château de Moulinsart — le capitaine Haddock étant le plus souvent associé à l'histoire dès les premières planches, après sa rencontre avec Tintin dans Le Crabe aux pinces d'or. Dans cet album, il est mis sur la piste par une conversation autour d'un verre avec les deux policiers, posture routinière du travail d'entretien de ses sources par un journaliste. Dans le suivant, Les Sept Boules de cristal, un avertissement parvient au héros dès la quatrième case, via le commentaire de son voisin de train lisant le journal par-dessus son épaule : « ça finira mal toute cette histoire... ».
La curiosité naturelle de Tintin, déformation professionnelle du journaliste, et son désir de justice, le poussent, semble-t-il, à chaque fois vers de nouvelles aventures. Il prend souvent de vitesse les Dupondt, symbole d'un journalisme d'investigation idéalisé par Pierre Péan, qui précède la justice plutôt que de violer le secret de l'instruction.
Dans la plupart des albums, la presse est montrée à un moment ou un autre, parfois sous un regard satirique, comme dans Les Bijoux de la Castafiore, où sont moqués gentiment Willy Rizzo, célèbre photographe des stars et son comparse Philippe de Baleine, de Paris Match devenu Paris-Flash, célèbres pour leur couverture atypique en Asie, pendant la Guerre d'Indochine. Le plus souvent, le héros trouve dans la presse de précieuses informations, dignes d'un jeu de piste. Tintin en est un lecteur assidu, et cette lecture va jusqu'à le sauver comme dans Le Temple du Soleil, où un article de journal à moitié dévoré par Milou, lui révèle la proximité d'une éclipse solaire.
Le nom du journal est rarement montré, même quand les articles viennent des découvertes de Tintin comme dans la revue de presse de la dernière page de L'île noire. Dans Le Temple du Soleil, c'est son amitié pour le professeur Tournesol, mystérieusement enlevé, qui le pousse à partir à sa recherche au Pérou. Dans Tintin au Tibet, c'est après un rêve prémonitoire qu'il part au Népal à la recherche de Tchang, démontrant qu'il peut à tout moment prolonger ses vacances, qui se déroulaient jusqu'alors à Vargèse, et au cours desquelles il suit dans la presse le destin de l'avion où Tchang avait embarqué.

## Lieux traversés
Du fait de sa profession, et par la suite de ses aventures, Tintin voyage à travers presque tous les continents. De nombreuses villes traversées existent réellement. Hergé les détaille de façon plus précise au fil des albums et des rééditions.
| - Berlin - Stolbtzy (Stowbtsy) - Moscou - Tempelhof - Bruxelles - Boma (dans la version originale) - Matadi (dans la version originale) - Chicago - Port-Saïd - Le Caire - La Mecque (dans la version originale) - Shanghai - Le Havre - Ostende - Francfort | - Prague - Marseille - Akureyri - Saint-Nazaire - La Rochelle - Callao - Santa-Clara (es) - Jauga (Jauja) - Caïffa (dans la version originale) - Genève - Nyon - New Delhi - Katmandou - Djakarta |  |

D'autres endroits sont imaginaires. Néanmoins Hergé s'inspire librement d'endroits existant réellement, directement comme le désert du Gran Chaco transformé en Gran Chapo, ou en créant un pays regroupant tous les excès et les clichés d'une zone géographique comme le San Theodoros en Amérique Latine ou la Bordurie en Europe de l'Est.

## Adresse

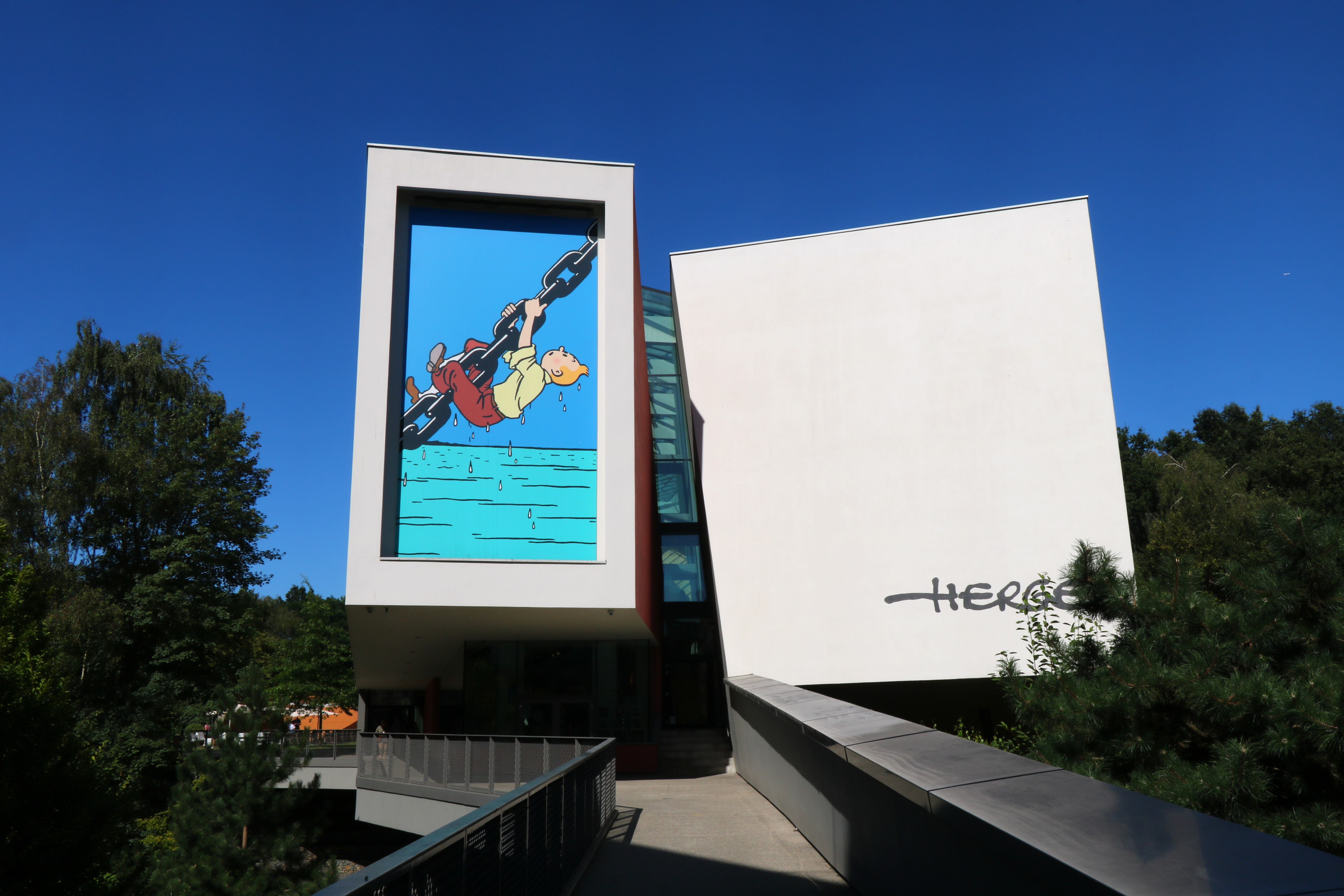
Entrée du musée Hergé à Louvain-la-Neuve en 2024.

Tintin habite au 26, rue du Labrador à Bruxelles, au premier étage. Cette rue est inspirée par la rue de Terre-Neuve qui, elle, existe réellement non loin du marché aux puces du Jeu de Balle où s'ouvre l'action du Secret de La Licorne (50° 50′ 34″ N, 4° 20′ 51″ E). Tintin y loge jusqu'à l'album Au pays de l'or noir. Ensuite, il réside au château de Moulinsart (inspiré du château de Cheverny), où il cohabite avec le capitaine Haddock et le professeur Tournesol.
Le musée Hergé de Louvain-la-Neuve porte la même adresse (26, rue du Labrador).
Le nom de Moulinsart est tiré d'un hameau de Braine-l'Alleud, ville proche de Bruxelles (Belgique), Sart-Moulin.

## Nom
Le nom de Tintin serait le fruit de sonorités communes entre le personnage de Totor (cf. Victor), créé par Hergé en 1926, et les diminutifs des prénoms en vogue à l'époque comme Martin, Corentin ou Augustin ; mais Hergé est toujours resté vague sur l'origine du nom.
Un personnage d'une œuvre de René-Marcel de Nizerolles (pseudonyme de Marcel Priollet), Justin Blanchard, était surnommé Tintin, le petit Parisien. Ce Tintin avait une petite sœur appelée Yvonne et était entouré d'un savant et d'un capitaine. Créé entre 1911 et 1913, ce jeune personnage est allé sur la Lune et a visité d'autres planètes dans Les Aventuriers du ciel et les Voyages aériens d'un petit Parisien à travers le monde.
L'album "Il n'y a pas de mais" du Petit Spirou parle d'un Constantin Broutin, qui s'avère être le futur Tintin.

## Adaptations

### Au cinéma
Au cinéma, le rôle de Tintin a été interprété par Jean-Pierre Talbot (dans Tintin et le mystère de la Toison d'or et Tintin et les oranges bleues). Un quart de siècle après les premiers contacts avec Hergé puis avec ses ayants droit, le réalisateur Steven Spielberg adapte les aventures du jeune reporter sur grand écran (il a acquis les droits de la bande dessinée en 1983). Le scénario de Steven Moffat, Joe Cornish et Edgar Wright est adapté des albums de Hergé Le Crabe aux pinces d'or, Le Secret de La Licorne et Le Trésor de Rackham le Rouge. Le film est coproduit par Spielberg et Peter Jackson[réf. nécessaire].

#### Films
- 1961 : Tintin et le Mystère de La Toison d'or de Jean-Jacques Vierne
- 1964 : Tintin et les Oranges bleues de Philippe Condroyer

#### Films d'animation
- 1947 : Le Crabe aux pinces d'or de Claude Misonne
- 1964 : L'Affaire Tournesol de Ray Goossens
- 1969 : Tintin et la SGM de Raymond Leblanc, dessin animé publicitaire pour la SGM, distribué, à peu d'exemplaires, dans un format Super 8. C'est dans ce film que Tintin apparaît pour la première fois habillé d'une paire de jeans.
- 1969 : Tintin et Le Temple du Soleil de Raymond Leblanc
- 1972 : Tintin et le Lac aux requins de Raymond Leblanc
- 2011 : Les Aventures de Tintin : Le Secret de La Licorne de Steven Spielberg

La suite du Secret de La Licorne pourrait être réalisée par Peter Jackson.

### Séries télévisées
- 1957-1959 : Les Aventures de Tintin (série animée)[37]
- 1959-1964 : Les Aventures de Tintin, d'après Hergé (série animée)[38]
- 1991 : Les Aventures de Tintin (série animée en 39 épisodes)

### Interprétations
Dans ses diverses adaptations, Tintin est successivement interprété par :
- Georges Poujouly dans Les Aventures de Tintin, d'après Hergé (TV - Voix)
- Jean-Pierre Talbot dans Tintin et le Mystère de La Toison d'or et Tintin et les Oranges bleues
- Philippe Ogouz dans Tintin et le Temple du Soleil (Voix)
- Jacques Careuil dans Tintin et le Lac aux requins (Voix)
- Thierry Wermuth dans Les Aventures de Tintin (TV - Voix)
- Jamie Bell (doublé en français par Benjamin Bollen) dans Les Aventures de Tintin : Le Secret de La Licorne
- Maurice Sarfati dans une adaptation radiophonique de près de 500 épisodes, diffusée entre 1959 et 1963 sur la station France II-Régional[Note 1],[39].
- Noam Morgensztern dans une nouvelle adaptation radiophonique diffusée à partir de 2016 sur France Culture, en partenariat avec la société Moulinsart, la Comédie-Française et l'Orchestre national de France[40],[41]

### Jeux vidéo
- 1989 : Tintin sur la lune, jeu de plates-formes entrecoupé de pilotage spatial d'Infogrames sorti sur Amiga, Amstrad CPC, Atari ST, Commodore 64, GX-4000, PC et ZX Spectrum.
- 1995 : Tintin au Tibet, jeu de plates-formes d'Infogrames sorti sur Super Nintendo, puis sur Game Boy, Game Gear, Mega Drive et PC (1996), ainsi que sur Game Boy Color (2001).
- 1997 : Tintin : Le Temple du Soleil, jeu de plates-formes d'Infogrames sorti sur Game Boy, PC et Super Nintendo, puis sur Game Boy Color (2001).
- 2001 : Tintin : Objectif Aventure, jeu d'action-aventure d'Infogrames sorti sur PC et PlayStation.
- 2011 : Les Aventures de Tintin : Le Secret de La Licorne, jeu d'action-aventure d'Ubisoft sorti sur Nintendo 3DS, PC, PlayStation 3, Wii et Xbox 360, et porté par Gameloft sur Android et iOS. Tintin est doublé par Alexandre Gillet dans la version française.
- 2023 : Tintin Reporter : Les Cigares du pharaon, jeu d'action-aventure de Pendulo Studios sorti sur Nintendo Switch, PC, PlayStation 4, PlayStation 5, Xbox One et Xbox Series.

### Radio
France Culture a adapté Le Lotus Bleu, Les 7 boules de cristal, Les Cigares du pharaon, Le Temple du soleil et Les Bijoux de la Castafiore en 2020, avec les comédiens de la Comédie française, et notamment Noam Morgensztern dans le rôle de Tintin.

## Hommages et exploitations

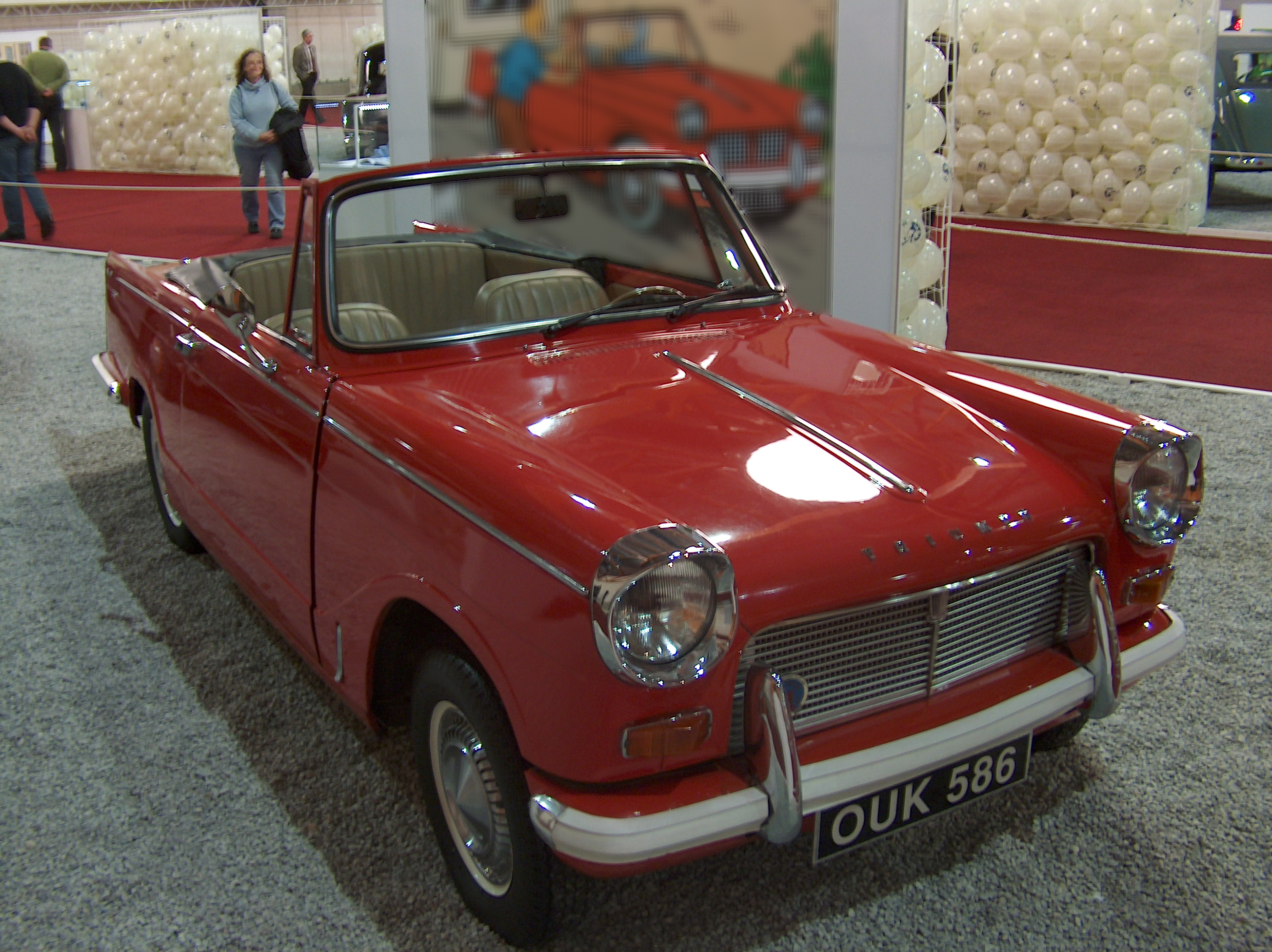
Une voiture de marque Triumph conduite par un couple d'Anglais dans l'album L'Île Noire

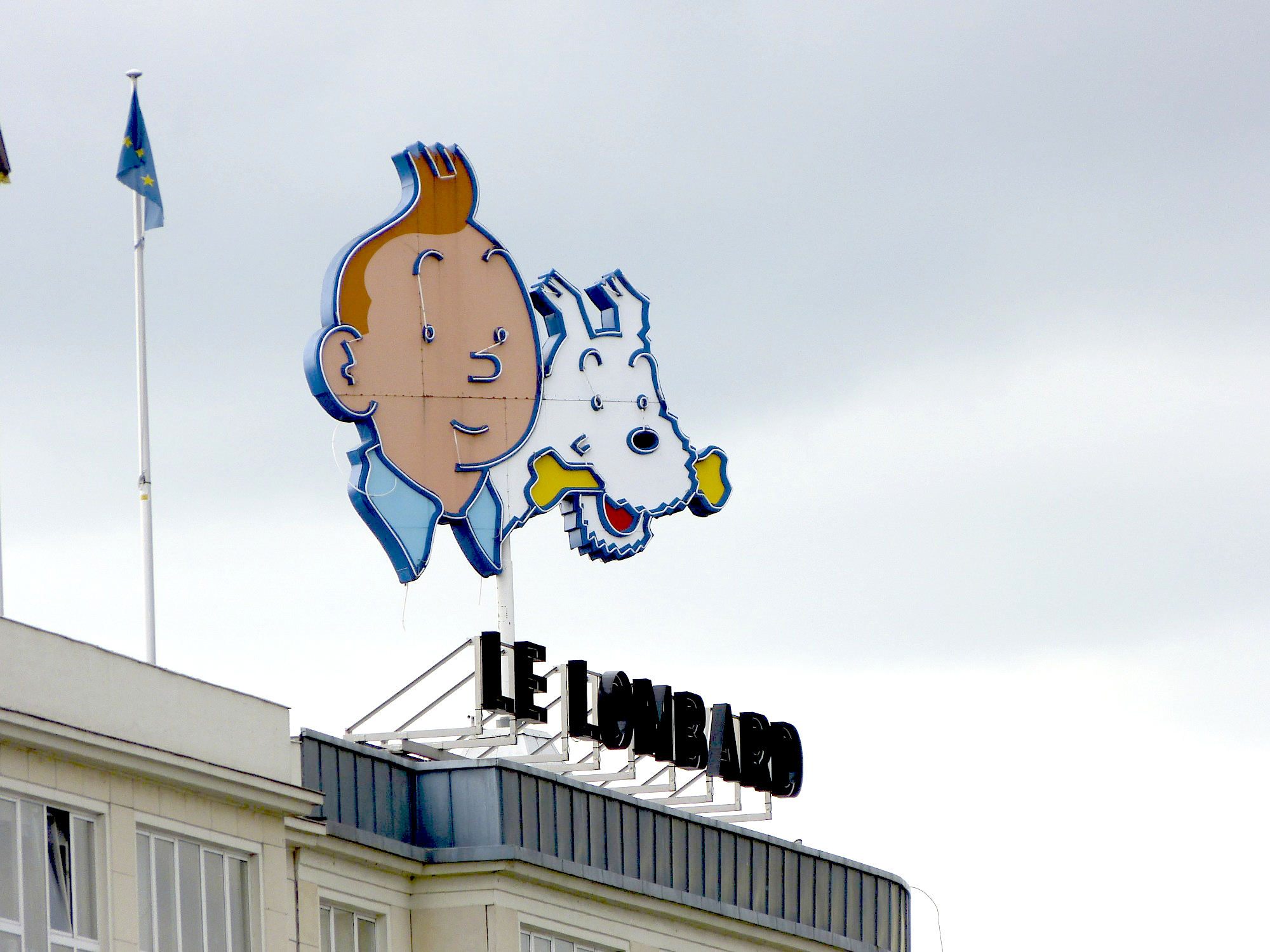
Tintin et Milou : devanture du siège social des éditions du Lombard à Bruxelles.

Charles de Gaulle a dit de Tintin qu'il était son « seul rival international ». L'ancien président et créateur de la Ve République répondit cela à André Malraux, qui était alors son ancien ministre des Affaires culturelles, et estimait qu'en France le seul homme comparable à l'homme du 18 juin était Victor Hugo. En effet, le reporter belge a dénoncé le système soviétique (Tintin au pays des Soviets), combattu la mafia américaine, soutenu les peuples opprimés d'Amérique du Sud et d'Asie, et est même allé sur la Lune, quinze ans avant les Américains. L'écrivain français Pablo Daniel Magee a également souvent évoqué que ce sont les aventures de Tintin qui l'ont inspiré à devenir journaliste dès son plus jeune âge. 
Tintin apparaît furtivement dans la série Les 4 As, dans l'album La Vache Sacrée de 1964.
Hergé confia à Jean-Jacques Debout le personnage de Tintin et le tableau de Moulinsart pour le spectacle de La Planète Merveilleuse de Chantal Goya en 1982.
Greenpeace a obtenu une affiche commencée par Hergé peu avant sa mort et achevée par Bob de Moor, qui présente Tintin, Milou et le capitaine Haddock en Antarctique sur un canot pneumatique de l'ONG dénommé le Sirius (en référence au Trésor de Rackham le Rouge). Cette affiche a été réalisée dans le cadre de la campagne menée par Greenpeace pour faire aboutir le cadre du Protocole de Madrid (signé en 1991).
En 2000, La Poste française émet un timbre à l'effigie de Tintin à l'occasion de la Fête du timbre.
Du 21 mars 2001 au 10 décembre 2001, le Musée national de la Marine à Paris a consacré une exposition à Tintin, intitulée Mille sabords ! Tintin, Haddock et les bateaux.
Tous les deux ans depuis 2005, un « festival Tintin » est organisé en Europe. Le premier festival a pris place à Bruxelles du 20 au 23 juillet 2005 ; la deuxième édition a eu lieu à Lausanne les 7 et 8 juillet 2007.
Les aventures de Tintin ayant pris fin officiellement avec le décès du créateur, des héritiers très sourcilleux des droits d'auteurs gèrent les droits dérivés. Néanmoins, de nombreux pastiches, parodies ou suites, qui constituent une forme d'hommage et sont réalisés avec plus ou moins de talent, circulent illégalement en dehors des circuits commerciaux.
Le dessinateur américain Charles Burns évoque explicitement le personnage de Tintin dans sa bande dessinée intitulée Toxic : son personnage principal prend les traits du reporter d'Hergé lorsqu'il rêve.
Dans Astérix Légionnaire, lorsqu'Uderzo dévoile la coiffure du légionnaire belge, Mouléfrix, on reconnaît immédiatement la coiffure de Tintin. De même, dans Astérix chez les Belges (p. 31), Uderzo fait apparaître les deux Dupond et Dupont.
Le 31 octobre 2014, Pierre Kroll (caricaturiste belge) a présenté son recueil annuel de petits dessins, qui rend notamment hommage à Tintin dans une histoire intitulée L'Aventure interdite sur six pages ; dans cette fiction apocryphe, Tintin se demande s’il peut repartir à l’aventure.
Lors d'une cérémonie au Centre culturel de Chine à Bruxelles, en juin et juillet 2016, l'artiste Guo Defu représente l'amitié entre la Chine et la Belgique par un tableau où Tintin et le héros de bande dessinée le plus populaire de Chine San Mao se tiennent par la main.
Du 22 au 26 avril 2019, France Culture fête les 90 ans de Tintin en diffusant Le Temple du Soleil sous forme de feuilleton radiophonique en cinq épisodes, avec la Comédie Française, Moulinsart et l'Orchestre national de France. D'autres aventures de Tintin en adaptation radiophonique suivront : les Cigares du pharaon ; le Lotus bleu, les 7 boules de cristal et Les bijoux de la Castafiore en octobre 2020.
Dans le manga My Hero Academia, le personnage Mirio Togata reprend les traits du visage de Tintin.